# Studio Candy Foxx
Studio Candy Foxx（スタジオキャンディフォックス、英: Studio Candy Foxx Co., Ltd.）は、福岡市に本社を置くエンターテイメント企業。

## 沿革
2020年
- 8月27日 - Studio Candy Foxx株式会社設立[1]。

2021年
- 1月1日 - 海外活動開始[2]。

2023年
- 1月27日 - 「Barエルフ」を復活させることを発表[3]。
- 7月5日 - Studio Candy Foxxの公式ホームページを公開[4]。
- 7月25日 - Repezen FoxxのDJふぉいとDJ脇を中心にプロe-Sportsチーム「NOEZ FOXX」を設立。
- 8月18日 - 公式Twitterアカウントを開設[5]。

## 所属アーティスト
- Repezen Foxx（2021年 - ）
- チバニャン（2021年 - 2024年）
- 山崎礼央